# Mélissa Bédard
Pour les articles homonymes, voir Bédard.
Mélissa Bédard, née le 7 septembre 1990 à Cap-Haïtien, est une chanteuse, animatrice de télévision et comédienne québécoise.

## Biographie
Née en Haïti, sa mère biologique décède lors de sa naissance. Le père étant absent, elle est confiée à un orphelinat de Cap-Haïtien. Daniel Bédard et Lise Dubé l'adoptent à l'âge de neuf mois, elle et son frère jumeau. La famille habite dans la ville de Charlesbourg. Elle perd sa mère adoptive à l'âge de 10 ans, décédée dans un accident de voiture.
Elle cite Céline Dion, Shania Twain et Whitney Houston comme ses premières inspirations musicales. Elle fait ses études secondaires à la Polyvalente de Neufchâtel où elle était l'une des rares étudiantes noires. Son talent est révélé à cette période par ses enseignants de musique qui l'inscrivent au concours régional Les Arts de la Capitale qu'elle remportera.
En 2012, elle est choisie pour participer à l'émission de téléréalité Star Académie. Son histoire familiale et sa voix grave fait d'elle la participante avec la plus grande attention médiatique de la cinquième cuvée de chanteurs. Son parcours se termine en demi-finale contre Sophie Pelletier. En 2013, elle sort son premier album Mélissa Bédard, suivi de S'aimer en 2014. Elle endisque aussi ses classiques de Noël en 2016.
Le 2 octobre 2017, elle chante lors de la cérémonie d’installation de Julie Payette à titre de gouverneur général du Canada.
En 2019, elle fait ses débuts en comédie à la télé dans la série M'entends-tu? où elle joue le rôle de Fabiola, une immigrante au grand cœur et amoureuse du chant. Elle sort aussi au même moment son quatrième album, Fleur de verre. En 2021, elle participe à deux documentaires faisant la promotion de la diversité, l'une corporelle et l'autre ethnique,.
En 2025, elle jouera le rôle de Mama Morton dans la comédie musicale Chicago. En effet, 2025 sera une année très chargée pour Mélissa Bédard avec l'arrivée d'un nouvel album et un nouveau bébé qui arrive au printemps.

## Vie privée
Elle est mère de trois filles et belle-mère de trois garçons.

## Discographie

### Albums studio
- 2013 : Mélissa Bédard
- 2014 : S'aimer
- 2016 : Ma liste de Noël
- 2019 : Fleur de verre
- 2023 : Aime-toi comme ça

## Télévision

### Comédienne
- 2019 : M'entends-tu? (série télévisée) : Fabiola
- 2018 : Bye Bye

### Animation
- 2022 : Ma première maison[12]
- 2022 : Heureux changement[13]
- 2021 : J't'aime gros (documentaire)
- 2021 : Vous pouvez rêver (documentaire)
- 2024 : Toutoune journée

### Invitée collaboratrice
- 2020 : La semaine des 4 Julie
- 2020 : La tour

## Distinctions
- 2019 : Prix Gémeaux du Meilleur rôle féminin – Comédie
- 2019 : Espoir de l’année des Zapettes d’or